# Bernd Börnig
Bernd Börnig (ur. w 1976) – niemiecki skoczek narciarski, drużynowy brązowy medalista mistrzostw świata juniorów z 1993.
3 marca 1993 w Harrachovie podczas mistrzostw świata juniorów zdobył brązowy medal w konkursie drużynowym, w którym wystartował wraz ze Stephanem Pettersohnem, Ronnym Hornschuhem i Alexandrem Herrem. Niemcy przegrali wówczas z drużynami Finlandii i Austrii.

## Mistrzostwa świata juniorów
| Miejsce | Dzień   | Rok  | Miejscowość | Konkurs                     | Wynik | Strata | Zwycięzca |
| ------- | ------- | ---- | ----------- | --------------------------- | ----- | ------ | --------- |
| 3.      | 3 marca | 1993 | Harrachov   | Skocznia normalna drużynowo | ?     | -      | Finlandia |